# Pepsis
A  Pepsis a rovarok (Insecta) osztályába, a hártyásszárnyúak (Hymenoptera) rendjébe, ezen belül az útonállódarazsak (Pompilidae) családjába tartozó nem, melyet Johan Christian Fabricius írt le először 1804-ben. Hétköznapi nevüket (tarantuladarazsak, tarantulaölő darazsak) onnan kapták, hogy nagytestű pókokat, általában tarantellákat támadnak meg.

## Megjelenésük

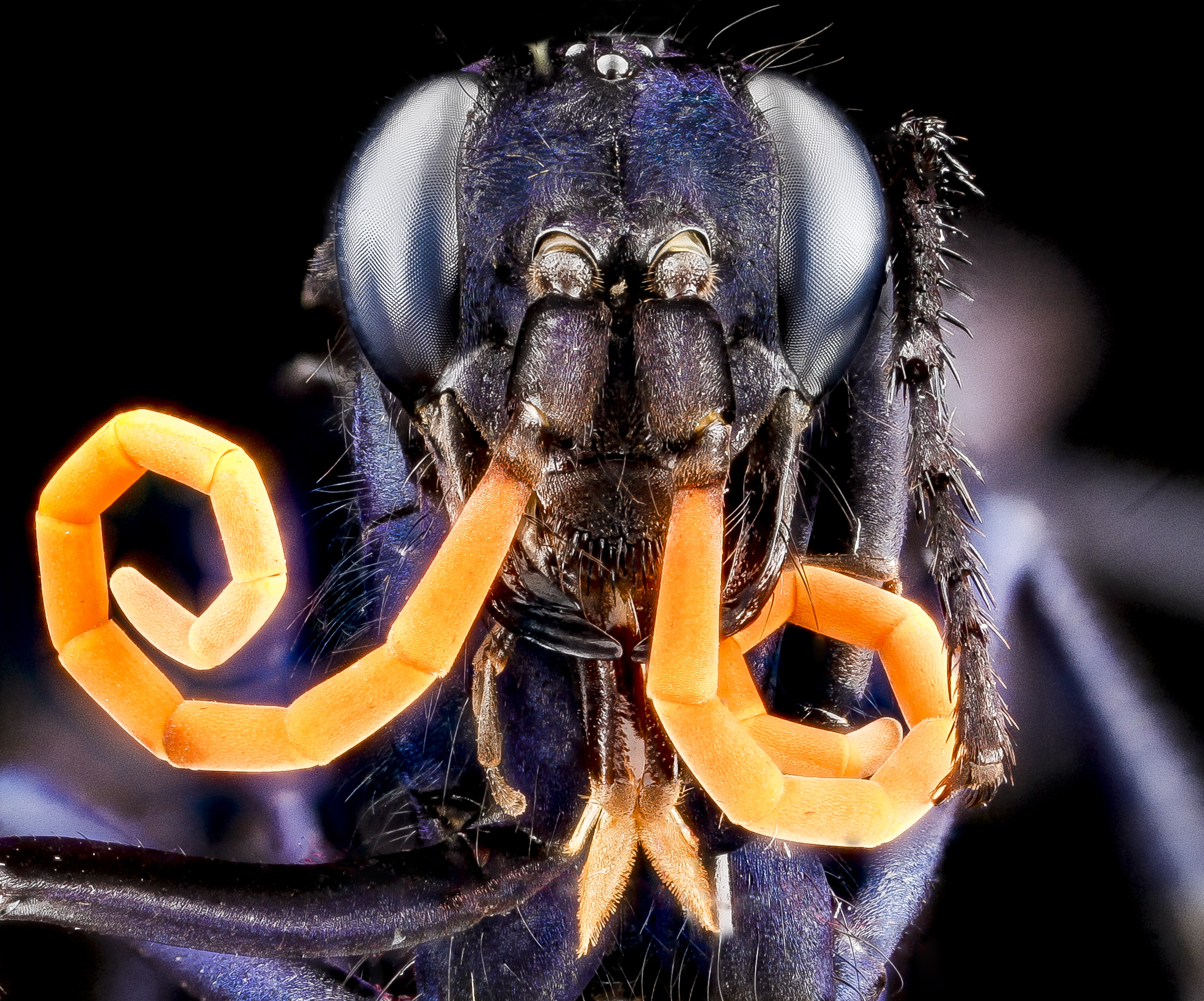

Nagyméretű, fémes fényű, kékesfekete és zöldes színű darazsak, legtöbbjüknek narancssárga szárnya van. Az élénk narancssárga árnyalatú szárnyak aposzematikus (figyelmeztető) jelzésként szolgálnak az esetleges ragadozók számára. 
Néhány fajnak a csápja is narancssárga. A nőstények jellemzően félköríves vagy annál nagyobb ívben, míg a hímek egyenesebben tartják a csápjaikat.
Színezetük és méretük a fajok között igen változatos. Legnagyobb faja, a Pepsis heros akár a 11 cm-es hosszúságot is elérheti, a Pepsis sumptuosa nőstényei körülbelül 65 mm-esek és szőrösek, míg a Pepsis purpurea hímjei karcsúak, ragyogó zöld színűek, viszonylag kis méretűek, körülbelül 11 mm-esek.

## Elterjedésük
Mindenütt megtalálhatóak az Újvilágban, az Amerikai Egyesült Államoktól és Nyugat-Indiától Chiléig és Argentína Patagónia régiójáig, az esőerdőktől a sivatagokig sokféle élőhelyen, az Andok magaslati területein is, ahol a tengerszint feletti magasság elérheti a 3400 métert.
Jelenlegi elterjedésük és a filogenetikai bizonyítékok arra engednek következtetni, hogy a Pepsis nemzetség Amazóniából származik, és a Gondwana őskontinens részekre szakadása után vált önálló nemzetséggé.

## Táplálékuk
A lárvák négytüdős pókokkal (Mygalomorpha), pl. tarantulákkal táplálkoznak, a kifejlett egyedek viszont csak nektárt fogyasztanak, különösen kedvelik a selyemkóró (Asclepias) nemzetség virágait.

## Szaporodásuk

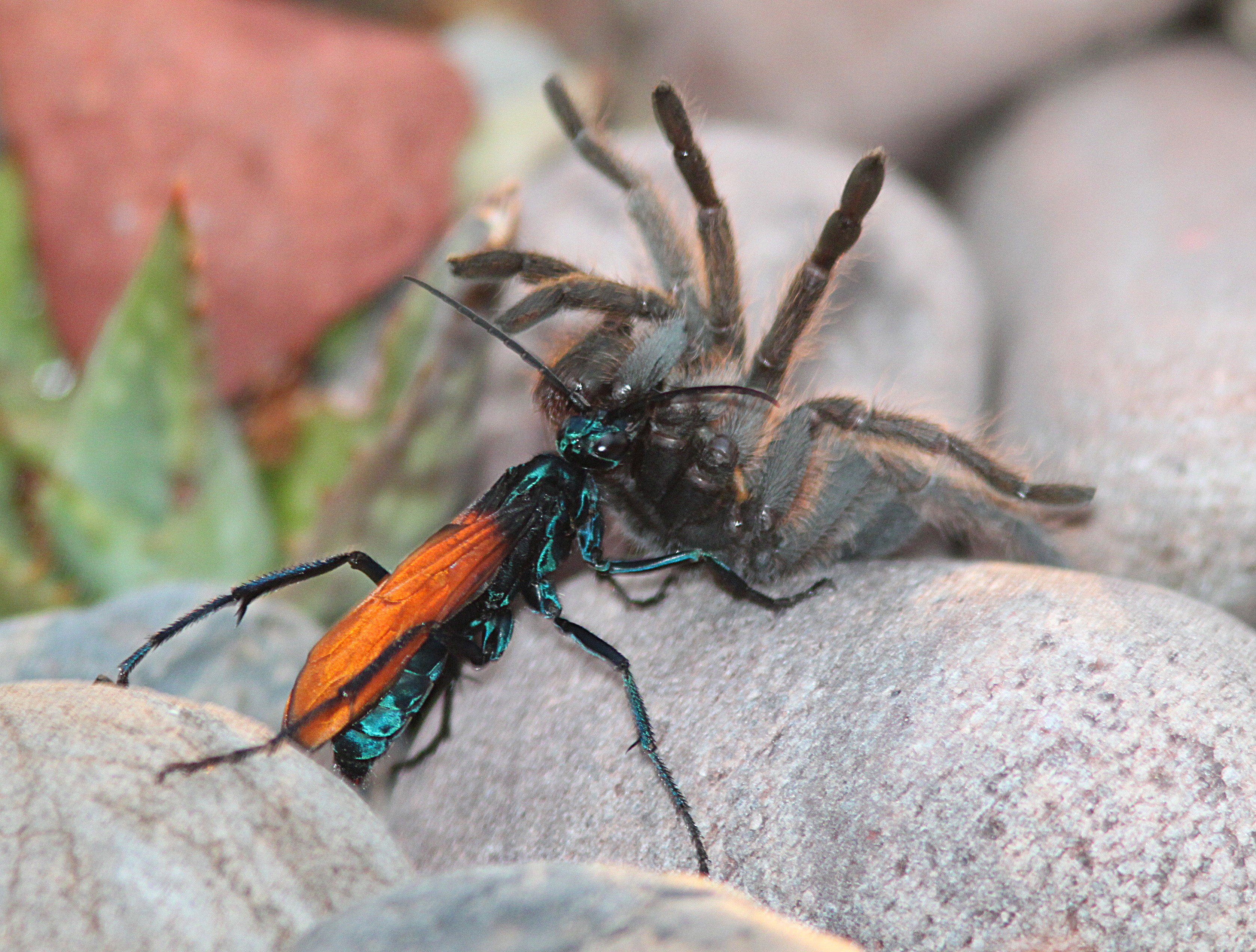

Az állatok magányosan élnek, csak a szaporodás céljából találkoznak a másik egyeddel egy rövid időre.
A párzás virágokon, vagy egy növény közelében történik, amelyet a hímek védenek. 
A nőstények párzás után felkeresik a tarantulák odúit, vagy maguk alakítanak ki fészkeket földbe vájt üregekbe és ebbe húzzák a hegyes, görbe, fullánkjukkal befecskendezett mérgükkel megbénított áldozatokat, majd testükre egyetlen petét raknak. 
A kikelt lárvák belefúrják a megbénított pók testébe magukat, először az áldozat hemolimfájával táplálkoznak, később a szöveteiket kezdik el enni, kezdetben gondosan elkerülve a létfontosságú szerveket, hogy a gazdatest minél tovább élve maradjon, míg a lárva teljesen ki nem fejlődik. Az utód végül kifejlett egyedként bújik ki a pókból.

## Mérgük

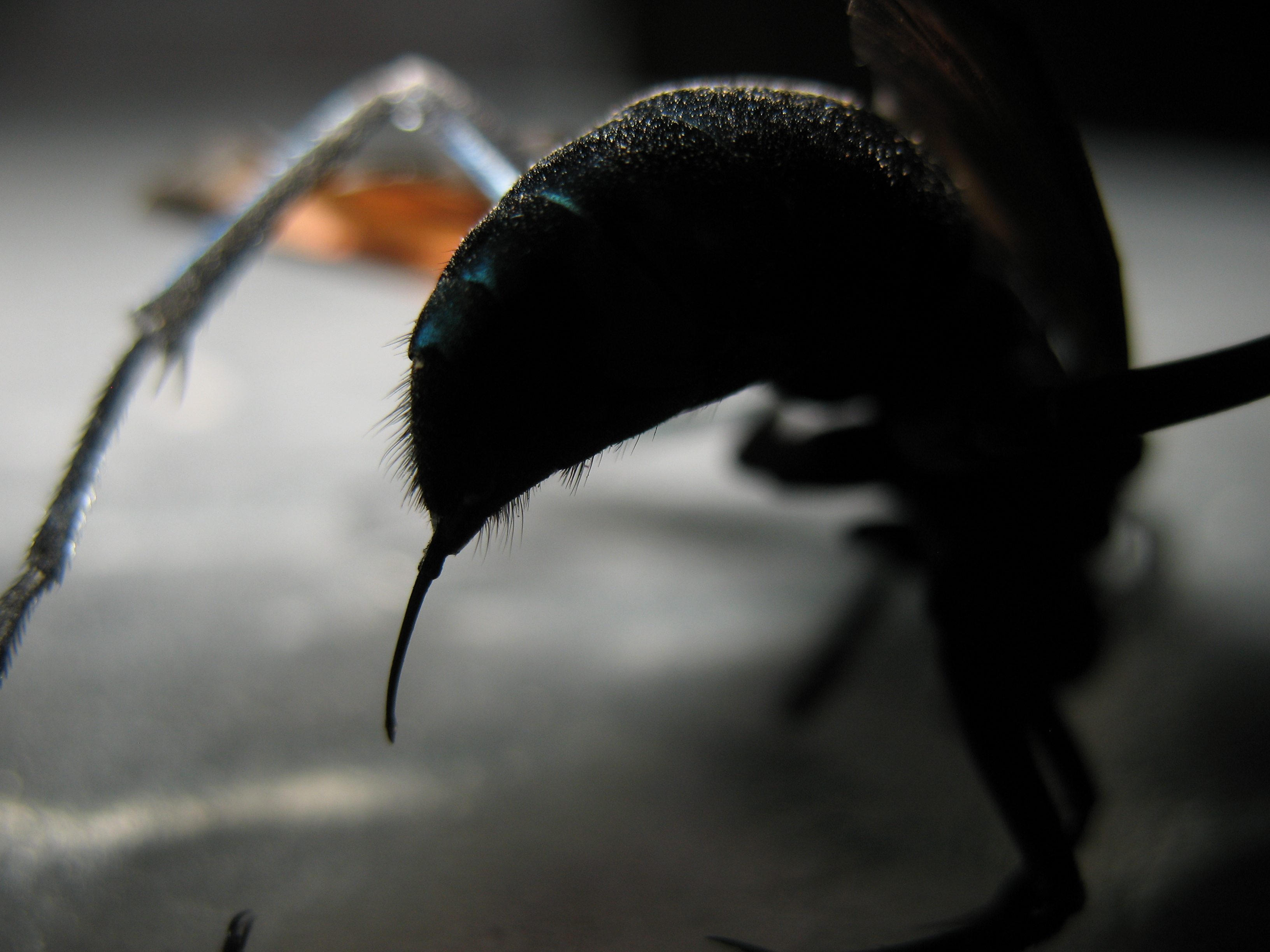

A nőstény fullánkja akár hét milliméter hosszú is lehet.
A megszúrt pók az erős méreg hatására mindenképpen elpusztul, még akkor is, ha valami miatt a pete nem kel ki, mert olyan erős a befecskendezett idegméreg, hogy a bénult állapot egy idő után légzésleálláshoz vezet.
A tarantula darazsak meglehetősen szelídek (jelentős ismert ellenségük nincs), indokolatlanul nem szúrnak, de ha igen, az ember és más gerincesek számára az egyik legfájdalmasabb csípés a világon.
Justin Orvel Schmidt amerikai entomológus megalkotta a szúró rovarok fájdalomskáláját, önkéntes vagy akaratlan alanyok segítségével. Csípését azonnal hatónak, villámcsapásszerűnek értékeli, ami teljesen legyengíti az áldozatot.
A tarantulaölő darázs a Justin Schmidt amerikai entomológus féle rovarcsípési fájdalomskálán a második helyen szerepel, csak a trópusi bikahangya (Paraponera clavata) előzi meg.
Schmidt egytől négyig terjedő rangsorolásában a tarantuladarázs a négyes szintet kapta, mert csípése szinte elviselhetetlenül fájdalmas.

## A nembe tartozó fajok
- Pepsis achterbergi Vardy, 2005
- Pepsis aciculata Taschenberg, 1869
- Pepsis adonta Vardy, 2005
- Pepsis albocincta F. Smith, 1855
- Pepsis amyntas Mocsáry, 1885
- Pepsis apicata Taschenberg, 1869
- Pepsis aquila H. Lucas, 1895
- Pepsis assimilis Banks, 1946
- Pepsis asteria Mocsáry, 1894
- Pepsis atalanta Mocsáry, 1885
- Pepsis atripennis Fabricius, 1804
- Pepsis aurifex Smith, 1855
- Pepsis auriguttata Burmeister, 1872
- Pepsis aurozonata Smith, 1855
- Pepsis australis Saussure, 1868
- Pepsis avitula Cockerell, 1941
- Pepsis basalis Mocsáry, 1885
- Pepsis basifusca H. Lucas, 1895
- Pepsis boharti Vardy, 2005
- Pepsis bonplandi Brèthes, 1914
- Pepsis brevicornis Mocsáry, 1894
- Pepsis brunneicornis H. Lucas, 1895
- Pepsis caliente Vardy, 2005
- Pepsis caridei Brèthes, 1908
- Pepsis cassiope Mocsáry, 1888
- Pepsis catarinensis Vardy, 2005
- Pepsis cerberus Lucas, 1895
- Pepsis chacoana Brèthes, 1908
- Pepsis chiliensis Lepeletier, 1845
- Pepsis chiron Mocsáry, 1885
- Pepsis chrysoptera Burmeister, 1872
- Pepsis chrysothemis H. Lucas, 1895
- Pepsis cincta (Fabricius, 1793)
- Pepsis cofanes Banks, 1946
- Pepsis completa Smith, 1855
- Pepsis convexa H. Lucas, 1895
- Pepsis cooperi Vardy, 2000
- Pepsis crassicornis Mocsáry, 1885
- Pepsis cyanea  Linnaeus, 1758
- Pepsis cyanescens Lepeletier, 1845
- Pepsis cybele Banks, 1945
- Pepsis dahlbomii  Stål, 1857
- Pepsis dayi Vardy, 2005
- Pepsis deaurata Mocsáry, 1894
- Pepsis decipiens H. Lucas, 1895
- Pepsis decorata Perty, 1833
- Pepsis defecta Taschenberg, 1869
- Pepsis dimidiata Fabricius, 1804
- Pepsis discolor Taschenberg, 1869
- Pepsis ecuadorae Vardy, 2002
- Pepsis egregia Mocsáry, 1885
- Pepsis elevata Fabricius, 1804
- Pepsis elongata Lepeletier, 1845
- Pepsis equestris Erischson, 1848
- Pepsis esmeralda Vardy, 2005
- Pepsis exornata Haupt, 1952
- Pepsis festiva Fabricius, 1804
- Pepsis filiolaBrèthes, 1914
- Pepsis flavescens H. Lucas, 1895
- Pepsis flavipennis (Fabricius, 1793)
- Pepsis floralis H. Lepeletier, 1845
- Pepsis fluorescens H. Lucas, 1895
- Pepsis foxi H. Lucas, 1897
- Pepsis friburgensis Vardy, 2002
- Pepsis frivaldszkyi Mocsáry, 1885
- Pepsis fumipennis Smith, 1855
- Pepsis gracilis Lepeletier, 1845
- Pepsis gracillima Taschenberg, 1869
- Pepsis grossa (Fabricius, 1798)
- Pepsis guatemalensis H. Lucas, 1894
- Pepsis helvolicornis H. Lucas, 1895
- Pepsis heros (Fabricius, 1798)
- Pepsis hirtiventris Banks, 1946
- Pepsis hyalinipennis Mocsáry, 1885
- Pepsis hymenaea Mocsáry, 1885
- Pepsis hyperion Mocsáry, 1894
- Pepsis ianthina Erichson, 1848
- Pepsis ianthoides Vardy, 2005
- Pepsis inbio Vardy, 2000
- Pepsis inclyta Lepeletier, 1845
- Pepsis infuscata Spinola, 1841
- Pepsis jamaicensis Vardy, 2005
- Pepsis janthina Erichson, 1848
- Pepsis krombeini Vardy, 2005
- Pepsis laetabilis Brèthes, 1908
- Pepsis lahillei Bréthes, 1908
- Pepsis lampas H. Lucas, 1895
- Pepsis lepida Mocsáry, 1894
- Pepsis limbata Guerin, 1831
- Pepsis luteicornis Fabricius, 1804
- Pepsis lycaon Banks, 1945
- Pepsis maeandrina H. Lucas, 1895
- Pepsis marginata Palisot de Beauvois, 1809
- Pepsis marthae Vardy, 2002
- Pepsis martini Vardy, 2005
- Pepsis menechma Lepeletier, 1845
- Pepsis mexicana H. Lucas, 1895
- Pepsis mildei Stål, 1857
- Pepsis minarum Brèthes, 1914
- Pepsis mixta Bréthes, 1908
- Pepsis montezuma Smith, 1855
- Pepsis multichroma Vardy, 2005
- Pepsis nana Mocsáry, 1885
- Pepsis nanoides Vardy, 2005
- Pepsis nemesis H. Lucas, 1919
- Pepsis nigricans H. Lucas, 1895
- Pepsis nitida Lepeletier, 1845
- Pepsis onorei Vardy, 2002
- Pepsis optima Smith, 1879
- Pepsis optimatis Smith, 1873
- Pepsis pallidolimbata H. Lucas, 1895
- Pepsis papiliopennis Christ, 1791
- Pepsis persephone  Schrottky, 1903
- Pepsis petitii Guerin, 1831
- Pepsis pilosa Banks, 1946
- Pepsis plutus Erichson, 1848
- Pepsis pretiosa Dahlbom, 1843
- Pepsis prudentopolitana H. Lucas, 1919
- Pepsis pulawskii Vardy, 2002
- Pepsis pulchricornis Haupt, 1952
- Pepsis pulszkyi Mocsáry, 1885
- Pepsis purpurea Smith, 1873
- Pepsis purpureipes Packard, 1869
- Pepsis riopretensis Vardy, 2002
- Pepsis roigi Vardy, 2000
- Pepsis rubra (Drury, 1773)
- Pepsis ruficornis (Fabricius, 1775)
- Pepsis sabina Mocsáry, 1885
- Pepsis schlinkei H. Lucas, 1897
- Pepsis seifferti H. Lucas, 1895
- Pepsis seladonica Dahlbom, 1843
- Pepsis sericans Lepeletier, 1845
- Pepsis smaragdina Dahlbom, 1843
- Pepsis sommeri Dahlbom, 1845
- Pepsis speciosa  Palisot de Beauvois, 1805
- Pepsis stella Montet, 1921
- Pepsis sumptuosa Smith, 1855
- Pepsis taschenbergi H. Lucas, 1895
- Pepsis terminata Dahlbom, 1843
- Pepsis thisbe H. Lucas, 1895
- Pepsis thoreyi Dahlbom, 1845
- Pepsis thracis  Brèthes, 1914
- Pepsis tolteca H. Lucas, 1895
- Pepsis toppini Turner, 1915
- Pepsis tricuspidata Gribodo, 1894
- Pepsis varipennis Lepeletier, 1845
- Pepsis victrix H. Lucas, 1895
- Pepsis vinipennis Packard, 1869
- Pepsis virescens Lepeletier, 1845
- Pepsis viridis Lepeletier, 1845
- Pepsis viridisetosa Spinola, 1841
- Pepsis vitripennis Smith, 1855
- Pepsis wahisi Vardy, 2005
- Pepsis willinki Vardy, 2005
- Pepsis xanthocera Dahlbom, 1843
- Pepsis yucatani Vardy, 2002
- Pepsis zelotarum H. Lucas, 1919[16][17][18]

## Képgaléria
|  |  |  |  |

|  |  |  |  |

|  |  |  |  |

|  |  |  |  |